# Svaneprinsessen
Svaneprinsessen (engelsk: The Swan Princess)  er en animeret spillefilm fra 1994.

## Engelske stemmer
- Michelle Nicastro – Prinsesse Odette
- Howard McGillin – Prins Derek
- Jack Palance – Rothbart
- John Cleese – Jean-Bob
- Steve Vinovich – Puffin
- Steven Wright – Speed
- Sandy Duncan –  Dronning Alberta
- Dakin Matthews – Kong William
- Mark Harelik –  Lord Rogers
- Joel McKinnon Miller – Bromley

## Danske stemmer
- Louise Engell – Prinsesse Odette
- Kristian Boland – Prins David
- John Hahn-Petersen – Kong William
- Thomas Eje – Skildpadden Kvik
- Preben Kristensen – Frøen Jeanbob
- Peter Mygind – Søpapegøjen Lunde
- Paul Hüttel – Grev Gregers
- Michael Carøe – Troldmanden Grobert
- Casper Christensen – Prinsens ven Brumle
- Kurt Ravn – Didriksen – Fortælleren
- Winnie Dorff – Dronning Uberta
- Laus Høybye – Unge David